# Lietava
Lietava (in ungherese Zsolnalitva) è un comune della Slovacchia facente parte del distretto di Žilina, nella regione omonima.